# Hakastein Kirke
Hakastein var en middelalderkirke under Gimsø kloster ved Skien i Telemark i Norge. Kirken blev første gang omtalt i et manuskript fra 1354.